# Джеймс Макдивит
Джеймс Елтън Макдивит (на английски: James Alton McDivitt) е американски инженер и астронавт, бригаден генерал от USAF. Роден е на 10 юни 1929 г. в Чикаго, Илинойс. Командир е на два космически полета – Джемини 4 и Аполо 9. Той е първият човек с римо-католическо вероизповедание в космоса.

## Биография

### Образование
Джеймс Макдивит е завършил Kalamazoo Central High School, Каламазу, Мичиган; Jackson Junior College, Джаксън, Мичиган, a през 1959 г. придобива бакалавърска степен по аеронавтика и аерокосмическо инженерство от University of Michigan (завършва с медал, като първенец на випуска). През 1965 г. защитава докторат в същия университет. От 1969 г. е доктор на науките в Seton Hall University и хоноруван доктор в Miami University (Охайо). От 1975 г. преподава в Eastern Michigan University.

### Военна кариера
Макдивит постъпва в USAF през 1951 г. и се пенсионира със звание бригаден генерал през 1972 г. По време на войната в Корея извършва 145 бойни мисии на реактивните изтребители F-80s и F-86s.
След войната завършва школата за летци – изпитатели в авиобазата Едуардс, Калифорния. Има повече от 5000 летателни часа на реактивни самолети.

### Служба в НАСА
Джеймс Макдивит е избран за астронавт от НАСА през септември 1962 г. като част от Астронавтска група №2. Първия си космически полет извършва от 3 до 7 юни 1965 г. като командир на Джемини 4. Той е първият от петимата „командири-новобранци“. По време на този полет е осъществена първата космическа разходка от американски астронавт. През април 1966 г. Макдивит заедно с колегите си Дейвид Скот и Ръсел Швейкарт са назначени за дублиращ екипаж на Аполо 1. След трагедията с първия Аполо той е назначен за командир на Аполо 9, с който извършва втория си космически полет от 3 до 13 март 1969 г. По време на този полет Макдивит и Швейкарт за първи път пилотират лунния модул (наречен от тях Spider) на околоземна орбита и осъществяват няколко скачвания с основния блок на Аполо, пилотиран от Дейвид Скот. Най-отдалеченото разстояние между двата кораба достига 111 мили (179 km), толкова колкото е предвидената дистанция от окололунна орбита до повърхността на Луната. След полета на Аполо 9, през май 1969 г. Джеймс Макдивит е назначен за полетен мениджър на останалите лунни мисии. Напуска НАСА през юни 1972 г.

### Полети на Джеймс Макдивит
| Космически полети на Джеймс Макдивит                       | Космически полети на Джеймс Макдивит | Космически полети на Джеймс Макдивит | Космически полети на Джеймс Макдивит | Космически полети на Джеймс Макдивит | Космически полети на Джеймс Макдивит | Космически полети на Джеймс Макдивит |
| №                                                          | Дата                                 | КК                                   | Емблема на мисията                   | Функции                              | Продължителност                      |                                      |
| ---------------------------------------------------------- | ------------------------------------ | ------------------------------------ | ------------------------------------ | ------------------------------------ | ------------------------------------ | ------------------------------------ |
| 1                                                          | 3 октомври 1962                      | „Джемини 4“                          |                                      | Командир                             | 4 денонощия 01 часа 56 мин. 12 сек.  |                                      |
| 2                                                          | 15 декември 1965                     | „Аполо 9“                            |                                      | Командир                             | 10 денонощия 01 час 00 мин. 54 сек.  |                                      |
| Сумарно време в космоса – 14 денонощия 02 часа и 56 минути |                                      |                                      |                                      |                                      |                                      |                                      |

## Награди
- Летателен кръст за заслуги (4);
- Въздушен медал (5);
- Медал за заслуги на USAF (2);
- Медал на НАСА за изключителна служба;
- Медал на НАСА за изключителни заслуги.